# So laßt uns denn ein Apfelbäumchen pflanzen
So laßt uns denn ein Apfelbäumchen pflanzen – Es ist soweit ist ein Sachbuch und Bestseller des Jahres 1985 des deutschen Wissenschaftsjournalisten Hoimar von Ditfurth über die globalen Bedrohungen der Menschheit.

## Inhalt
Der Autor beginnt sein Buch mit den Worten „Endzeit… es steht nicht gut um uns“. Atomkrieg, Umweltzerstörung und Bevölkerungsexplosion und die Unfähigkeit der menschlichen Gesellschaft, darauf angemessen zu reagieren, bedrohen das Überleben der menschlichen Spezies.
Das Besondere an Ditfurths Werk ist der philosophische zweite Teil des Buches, in dem der Frage nachgegangen wird, ob die Menschheit als Kollektiv in der Lage ist, ihr Verhalten zu ändern, denn dies sei elementare Voraussetzung für ihr Überleben. Ditfurth stellt den hohen Einfluss der Genetik auf das Verhalten anhand von Fällen aus der Zwillingsforschung dar, um die Begrenztheit des sogenannten menschlichen freien Willens aufzuzeigen. Ditfurth schlussfolgert, es sei der Menschheit nicht möglich, ihr Verhalten so grundlegend zu ändern, dass ein Faunenschnitt (Massensterben der Arten) und damit auch der eigene Untergang der Menschheit vermieden werden kann. Er sieht die evolutionäre Aufgabe der Menschheit eben genau darin, diesen Faunenschnitt herbeizuführen.
Das elementare Problem der Menschheit sei die Überbevölkerung (die „Wurzel allen Übels“), und diese sei nicht zu verhindern, weil die menschliche Ethik dem widerspreche. Es gebe kultur- und länderübergreifend keine ethisch vertretbare Möglichkeit, die Anzahl der Menschen auf der Erde zu reduzieren oder auch nur eine weitere Vermehrung zu stoppen. Selbst Kriege und Seuchen reichten hierzu nicht aus, sodass die Ethik der Menschheit deren Untergang bedeute, denn die Anzahl der Menschen, die dieser Planet ernähren könne, sei begrenzt. Fatal sei auch die eingeschränkte Fähigkeit des Menschen, Zahlenreihen zu schätzen. So könne der Mensch lineare Reihen schätzen, jedoch nicht exponentielle Entwicklungen, und die Weltbevölkerung vermehre sich exponentiell. Dies ist seiner Ansicht nach ein wichtiger Grund dafür, dass die drohende Gefahr nicht entsprechend wahrgenommen werde. Ein weiterer Grund: Der ökologische Zusammenbruch erfolgt absolut lautlos. Es gibt keine Tier- oder Pflanzenarten, die lautstark gegen ihr Aussterben protestieren.
Ditfurth macht bezüglich des Faunenschnitts Anleihen bei dem Philosophen Ulrich Horstmann (S. 323). Dessen „Conditio humana“ genannte Charakterisierung sei kein Zynismus, sondern betone, dass der Mensch nichts dafür kann, dass er so ist, wie er ist. Es liegt nicht in seiner Verantwortung, vulgo: Die Menschen sind keine Engel, wären es aber gerne.
Ditfurth sieht also das Aussterben des Homo sapiens als naturgegeben an. Allerdings ist er von der grundsätzlichen Sinnhaftigkeit des individuellen Daseins, als Teil der universellen Evolution, überzeugt, welche die Menschheit als Handelnde in der kosmologischen Geschichte befähige, ihr Schicksal ohne Verzweiflung und Resignation zu begreifen. Aus evolutionärer Sicht sei der Untergang der Menschheit schlicht eine Selbstverständlichkeit, damit besser angepasste Lebensformen den Platz des Menschen einnehmen können.
Ditfurths Fazit ist:
„So wenig mich die Gewißheit meines individuellen Todes – aller Angst vor dem Vorgang des Sterbens ungeachtet – in Verzweiflung stürzen läßt, so wenig Grund gibt es, an dem Sinn des Auftretens der Spezies Homo sapiens auf diesem Planeten allein deshalb zu zweifeln, weil auch ihr Auftreten wie das aller anderen lebenden Kreatur naturnotwendig nur vorübergehenden Charakter haben konnte!“
Obwohl die Argumentation zeigt, dass es um den Menschen schlecht bestellt steht, so wäre es Ditfurth sehr recht, wenn jemand ihn davon überzeugen würde, dass seine Argumentationskette fehlerhaft ist, die zu der unwiderruflichen Folgerung führt, dass es also so weit ist (mit dem Aussterben der Menschheit) (S. 282). Er sieht nur nicht, wie „dieser Diagnose widersprochen werden könnte“.
Konsequent schließt Ditfurth sein Buch ab mit den Worten: „So lasst uns denn ein Apfelbäumchen pflanzen. Es ist soweit.“
Das Buch war sehr umstritten, und Ditfurth wurde Fatalismus vorgeworfen. Seine Sichtweise sei negativ und pessimistisch.

### Die bedrohte Menschheit
Ditfurth sieht zwei wesentliche Gefahren für die Menschheit. Von der einen, der Gefahr eines nuklearen Krieges, geht nach seiner Meinung, obwohl sie für sich allein schon absolut tödlich wäre, die geringere Bedrohung aus, da sie nicht einzutreten braucht. Dies gilt allerdings nicht für die andere Gefahr, den Zusammenbruch der Biosphäre der Erde, da dieser Zusammenbruch bereits eingesetzt hat, er ist in vollem Gange („Es ist soweit.“). Ditfurth geht ins Detail. Bezüglich des nuklearen Krieges beschreibt er die Auswirkungen, die eine über einer Großstadt gezündete 150kt-Nuklearwaffe hat:
- radioaktive Verseuchung von 2.000 km² (so groß wie ein durchschnittlicher Landkreis)
- die Innenstadt verdampft (Stein und Stahl verdampfen bei einer Temperatur von einer Million Grad Celsius, so wie Wasser bei 100 Grad Celsius verdampft)
- in vier Kilometer Entfernung (z. B. in dem Stadtpark, über den jede Großstadt verfügt) lässt der Hitzeblitz der Nuklearwaffe unbedeckte Haut kurz aufkochen, Bäume, Gras und Holzbauten gehen in Flammen auf
- das deutsche Rettungswesen würde auf Wochen, die medizinischen Möglichkeiten des Landes auf Jahre hinaus jenseits der Grenze der Leistungsfähigkeit beansprucht

Bezüglich des ökologischen Zusammenbruchs führt Ditfurth folgende Fakten an (Stand 1985):
- 35 Prozent des westdeutschen Waldes leidet in unterschiedlichem Maß unter einer Krankheit, die man Waldsterben nennt
- eine Art (Tier oder Pflanze) pro Tag stirbt aus, Schätzungen besagen, dass die Erde in den kommenden zwei Jahrzehnten 20 Prozent (2 Millionen Arten) der heute noch auf ihrer Oberfläche existierenden Arten einbüßen wird
- Brennnesselecken in Gärten, stehengelassen, um dem Tagpfauenauge (Schmetterling) eine Chance zu geben, rufen nachbarlichen Protest hervor
- der für unerschöpflich gehaltene Fischreichtum der Weltmeere reicht nicht mehr aus (Überfischung hervorgerufen durch Überbevölkerung)
- 40 Millionen Menschen sterben jährlich auf der Erde an Hunger und Hungerfolgen (meist in Gestalt von Darmerkrankungen). 40.000 Kinder sind es allein an jedem Tag. Ursache: Eine ungerechte Weltwirtschaftsordnung, die den entwickelten Ländern alle Vorteile zuschiebt und den unterentwickelten Ländern keine Möglichkeit gibt, sich „zu entwickeln“.

Wenn die Menschen die Dinge weiter treiben lassen, befürchtet Ditfurth, würde sich die Natur irgendwann selbst zu helfen wissen: „Einige Menschenmilliarden verhungern, verrecken an Seuchen oder müssten in den unvermeidlichen [auch nuklear geführten] finalen Verteilungskriegen um die letzten Trinkwasserreserven oder die letzten landwirtschaftlich noch nutzbaren Böden umkommen.“

### Auswege
Ditfurth betont das Ausmaß der bevorstehenden Probleme. Die Probleme sind a) drängend („höchstens noch zwei Generationen“) und b) weltweit (es gibt keine weiteren Ausweichräume für die Menschheit auf der Erde). Da die Probleme weltweit sind, kann nur noch eine weltweit koordinierte Anstrengung aller Länder der Erde „den Effekt in letzter Minute“ bringen. Für die Gefahr eines nuklearen Krieges bedeutet das, dass die westliche Welt das bestehende Rüstungspotential („Overkill-Kapazität“) einfriert („freeze“), um der Rüstungsspirale ein Ende zu setzen. Die westliche Welt ist dazu in der Lage, die östliche ist es (wegen der Rückständigkeit) nicht, meint Ditfurth. Für die ökologische Gefahr schlägt Ditfurth vor, das Konzept von Gerhard Prosi (Wirtschaftswissenschaftler) anzuwenden, dass es in Zukunft Unternehmen nicht mehr erlaubt ist, ihre Unkosten auf die Allgemeinheit abzuwälzen. Allgemein: Die Natur in Zukunft nicht mehr als ein kostenlos auszubeutendes Objekt zu betrachten. Prosi: „Der Wohlstand, den wir genießen, ist überhöht um den Gegenwert unseres Raubbaus an der Natur.“ Dasselbe Prinzip, die Unkosten nicht mehr auf die (schutzlose) Natur abzuwälzen, zu „externalisieren“, gilt auch für den Einzelnen (Recycling von Rohstoffen), stößt aber an seine Grenzen, wo es um das nackte Überleben in der dritten Welt geht.

### Der Tod
Dass Menschen und Tiere sterben, ist letztlich eine banale Feststellung. Niemand lebt ewig. Dasselbe gilt für Arten, z. B. Dinosaurier, Mammuts und Neandertaler. Die Menschheit, obwohl zweifellos im Moment die „Krone der Schöpfung“ (auf der Erde), wird ebenfalls eines Tages aussterben. Ditfurth gewinnt dem Tod trotz seiner von vielen so empfundenen „Sinnlosigkeit“ ein Gutes ab. Er argumentiert: Da das Individuum mit einer Genausstattung (DNS) auf die Welt kommt, die sich im Laufe des Lebens nicht ändert, die Evolution andererseits auf Veränderung angelegt ist, müssen aus Sicht der Evolution periodisch Nachfolgegenerationen die aktuelle Generation ersetzen; schon aus Platzgründen. Ditfurth behauptet, dass es ein Jenseits gibt, in dem alle Menschen eingebettet sind. Und das ist nicht nur als „Trostpflaster“ gemeint, so wie etwa religiöse „Wunschvorstellungen“ von einem Leben nach dem Tod wirken mögen. Der Tod, der vielen Menschen als ein Absturz in das absolute Nichts erscheint, kann, wenn er vom Menschen als Teil seines Lebens akzeptiert und angenommen wird, zu der Erkenntnis führen: „Ich möchte ja gar nicht ewig leben.“

### Das Jenseits
Der Mensch lebt nicht in der Welt, sondern in dem Bild, das er sich von der Welt macht. Wäre es anders, wären die Dinge schon so, wie sie dem Menschen erscheinen, dann würde sich jede Forschung und Wissenschaft erübrigen (Peter Sloterdijk). Es gibt also Lücken in dem Weltbild, Dinge, die für den Menschen nicht wahrnehmbar sind (z. B. Röntgenstrahlen) und von denen er nicht einmal weiß, dass sie existieren. Die Welt sei, so schreibt Ditfurth, nach oben offen – „unvorstellbar und unausdenkbar“. Der Teil der Realität, der sich der menschlichen Erkenntnis entzieht, und den man sich als unermesslich viel größer vorzustellen hat als den dem Menschen bekannten Teil, sei das Jenseits, schreibt Ditfurth. Nun verfügt der Mensch über Bewusstsein (Geist, Gedanken, Träume, selbstkritisches Denken, Absichten), das als Mittel betrachtet werden kann, die Welt zu transzendieren. Ditfurth stellt fest: „…weil das menschliche Bewusstsein im Rahmen der skizzierten dualistischen Auffassung als ein Hinweis auf eine eigentliche, fundamentalere Realität verstanden werden kann, die jenseits unserer diesseitigen, von der Erkenntnistheorie als unvollkommenes Abbild durchschauten Wirklichkeit gelegen ist und diese in jedem Sinne des Wortes überhaupt erst begründet.“ (S. 357/358)

## Wirkung, Trivia
- Es ist das Leitbuch der erstarkenden Umweltbewegungen und Anti-Atomkraft-Bewegung der 1980er Jahre.
- Der Titel des Buches bezieht sich auf ein (fälschlicherweise, da es sich in seinem gesamten überlieferten Werk nicht belegen lässt) Martin Luther zugeschriebenes Zitat: „Wenn ich wüsste, daß morgen die Welt unterginge, würde ich doch heute ein Apfelbäumchen pflanzen.“[3]
- Das Werk gehört zum Alterswerk Ditfurths, der wenige Jahre nach Erscheinen des Buchs starb.